# Jorge Camacho (Schriftsteller)

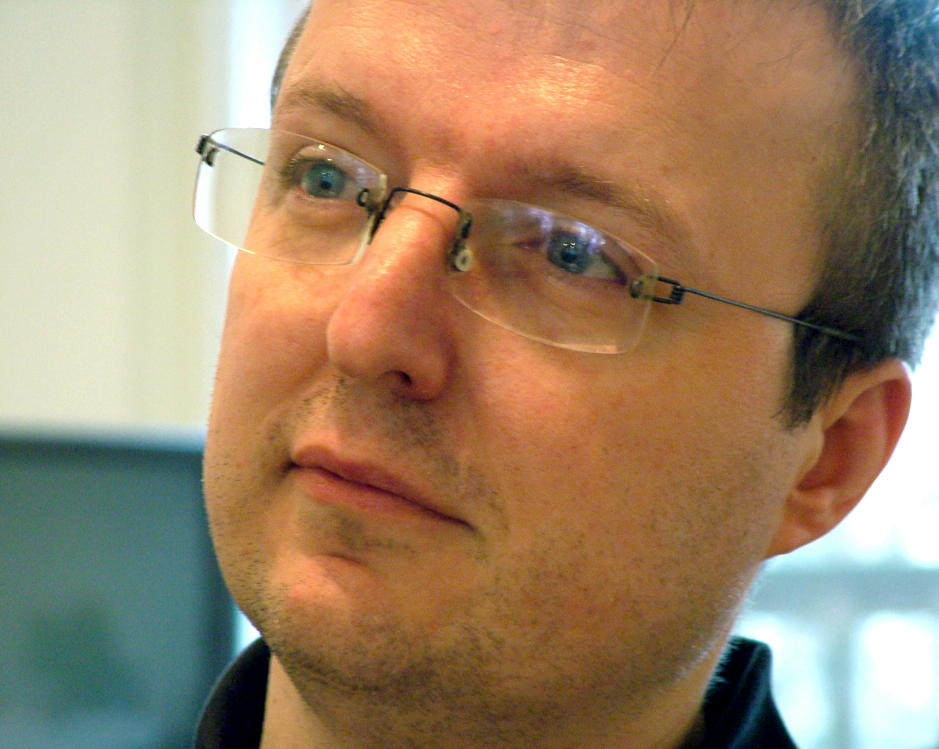
Jorge Camacho

Jorge Camacho (Cordón) (* 18. November 1966 in Zafra, Provinz Badajoz) ist ein auf Spanisch und Esperanto schreibender spanischer Schriftsteller und Übersetzer. Er verwendete jahrelang das Pseudonym Georgo Kamaĉo.

## Leben
Camacho arbeitet seit 1995 bei der Europäischen Union als Konferenzdolmetscher für Englisch, Finnisch und Portugiesisch ins Spanische.
Literarisch trat er seit den späten 1980er-Jahren vor allem mit Gedichten und Novellen hervor und gewann mehrmals Preise bei Literaturwettbewerben. Seine Werke sind oft von einem kraftvoll-satirischen Stil geprägt. Ein Beispiel dafür ist seine Novelle Der Meister und Martinelli. Camacho gehört der sogenannten Iberischen Schule esperantosprachiger Schriftsteller an.
Clemens J. Setz widmet ihm in Die Bienen und das Unsichtbare ein ganzes Kapitel, in dem er Aphorismen und Gedichte Camachos in Original und deutscher Übersetzung anführt. Er beschreibt ihn als "Meister der Aphorismen" und "genial begabte[n] Wortspielkünstler". 